# Allonnes (Sarthe)
Allonnes – miejscowość i gmina we Francji, w regionie Kraj Loary, w departamencie Sarthe.
Według danych na rok 1990 gminę zamieszkiwało 13 561 osób, a gęstość zaludnienia wynosiła 750 osób/km² (wśród 1504 gmin Kraju Loary Allonnes plasuje się na 22. miejscu pod względem liczby ludności, natomiast pod względem powierzchni na miejscu 638.).

## Miasta partnerskie
- Delmenhorst, Niemcy
- Sanga, Mali